# Eduardo Manchón
Eduardo Manchón Molina, né le 24 juillet 1930 à Barcelone (Espagne) et mort le 29 septembre 2010, est un joueur de football espagnol.

## Présentation
Cet ailier gauche joue la majeure partie de sa carrière au FC Barcelone, au sein du Barça de las cinco Copas qui compte également dans ses rangs Estanislao Basora, César Rodríguez, László Kubala et Tomás Moreno. En sept saisons, il marque 81 buts en 201 matchs.
Malgré son talent reconnu, il n'est sélectionné qu'une fois en équipe d'Espagne, le 14 mars 1954 contre la Turquie.

## Clubs
- Barcelona amateur : 1946-1949.
- CD Espanya Industrial : 1949-1950.
- FC Barcelone : 1950-1957.
- Grenade CF : 1957-1958.
- Deportivo La Corogne : 1958-1959.
- Club Atlètic Ibèria : 1959-1961.
- CE L'Hospitalet : 1961-1962

## Palmarès
- Championnat d'Espagne (2) : 1952 et 1953.
- Copa del Generalísimo (4) : 1951, 1952, 1953, 1957.
- Coupe Eva Duarte (2) : 1952, 1953
- Coupe Latine : 1952
- Petite coupe du monde des clubs : 1957